# Serafin (Zwiezdinski)
Serafin, imię świeckie Nikołaj Iwanowicz Zwiezdinski (ur. 26 marca?/7 kwietnia 1883 w Moskwie, zm. 26 sierpnia 1937 w Omsku) – rosyjski biskup i święty prawosławny.

## Życiorys
Jego ojciec był proboszczem parafii jednowierców, byłym bezpopowcem. Nikołaj Zwiezdinski w wieku dwóch lat stracił matkę. W 1905 ukończył moskiewskie seminarium duchowne, zaś w 1909 Moskiewską Akademię Duchowną z wysokimi wynikami. 26 września 1908 złożył wieczyste śluby mnisze w Skicie Getsemańskim Ławry Troicko-Siergijewskiej. Imię zakonne Serafin przyjął na cześć św. Serafina z Sarowa, którego był wielkim czczicielem. 4 listopada 1908 przyjął święcenia diakońskie z rąk biskupa Eudokima (Mieszczerskiego). 21 lipca 1909 został hieromnichem. Od 1909 wykładał historię Kościoła w Wifańskim Seminarium Duchownym. W 1912 został zatrudniony w seminarium, którego był absolwentem, jako wykładowca homiletyki, liturgiki i kierownictwa duchowego. W 1914 otrzymał godność archimandryty i objął obowiązki pomocnika przełożonego Monasteru Czudowskiego. Po zamknięciu Monasteru Czudowskiego przez bolszewików razem z biskupem sierpuchowskim Arseniuszem zamieszkał w skicie Opieki Matki Bożej w Arsakach.
3 stycznia 1920 został wyświęcony na biskupa dmitrowskiego, wikariusza eparchii moskiewskiej. W Dmitrowie żył przez dwa lata. W 1922 został wezwany na Łubiankę i tam zatrzymany, po czym skazany na dwuletnią wolną zsyłkę do Kraju Zyriańskiego. W oczekiwaniu na transport, w więzieniu na Łubiance doznał ataku serca. Do 1925 przebywał na zsyłce w Wizindze. Po zwolnieniu przebywał w Pustelni Anosińskiej, a następnie w monasterze w Diwiejewie. Tam został w 1927 aresztowany razem z ihumenią Aleksandrą i biskupem Zenobim. Po kilkumiesięcznym pobycie w więzieniu w Niżnym Nowogrodzie został zmuszony do wyjazdu do Moskwie. Tam złożył oficjalną prośbę o zwolnienie z obowiązków biskupa wikariusza eparchii moskiewskiej, którym formalnie wciąż pozostawał. Po zaakceptowaniu prośby zamieszkał w Mielenkach. Tam w 1932 został po raz kolejny zatrzymany, oskarżony o przynależności do organizacji cerkiewno-monarchistycznej i skazany na trzyletnią zsyłkę do Kazachstanu. Do 1935 żył tam na zesłaniu, następnie od 1935 do 1937 przymusowo żył w Iszymie. Po ukończeniu odbywania kary dobrowolnie pozostał w tym samym mieście. Należał do nie wspominających, nie zgadzał się z działaniami kierującego Kościołem zastępcy locum tenens Patriarchatu Moskiewskiego Sergiusza i unikał wspólnej modlitwy z jego zwolennikami.
W nocy z 23 na 24 czerwca 1937 został aresztowany w Iszymie razem z 75 innymi duchownymi (należącymi do kanonicznego Rosyjskiego Kościoła Prawosławnego lub Żywej Cerkwi). W więzieniu jego stan zdrowia, już wcześniej zły, jeszcze się pogorszył. 23 sierpnia 1937 został skazany na śmierć i trzy dni później rozstrzelany.
Kanonizowany w 2000 przez Sobór Biskupów Rosyjskiego Kościoła Prawosławnego.